# 정문갑
정문갑(丁文甲, 1905년 9월 29일 ~ 1977년 5월 9일)은 대한민국의 국회의원이다.

## 학력
- 순천매산학교졸업

## 경력

### 국회의원이외의 경력
- 화신연쇄주식회 사전무이사
- 포두수리조합 조합장
- 대한수리조합연합회전남평의원
- 전남도의회의장(3선)

### 국회의원 경력
- 대한민국의 제5대 참의원 : 무소속(전라남도 제2부)